# رضا بنفشه‌خواه
رضا بنفشه‌خواه (زادهٔ ۱۴ بهمن ۱۳۲۲) بازیگر ایرانی است.

## فیلم‌شناسی

### سینما
1. شهر گربه‌ها (۱۳۹۹)
2. کلوپ همسران (۱۳۹۷)
3. کباب غاز (۱۳۹۰)
4. آقای زرنگ (۱۳۸۹)
5. بعدازظهر سگی سگی (۱۳۸۸)
6. کوچولوی خوش‌شانس (۱۳۸۳)
7. وعده دیدار (۱۳۸۲)
8. جان‌سخت (۱۳۷۶)
9. بازی‌های پنهان (۱۳۷۴)
10. لبه تیغ (۱۳۷۱)
11. مجسمه (۱۳۷۱)
12. مدرسه پیرمردها (۱۳۷۰)
13. آخرین پرواز (۱۳۶۸)
14. بازی تمام شد (۱۳۶۸)
15. تا مرز دیدار (۱۳۶۸)
16. زیر بام‌های شهر (۱۳۶۸)
17. شب دهم (۱۳۶۸)
18. افسون (۱۳۶۷)
19. روزنه (۱۳۶۷)
20. سال‌های خاکستر (۱۳۶۷)
21. پرستار شب (۱۳۶۶)
22. اجاره‌نشین‌ها (۱۳۶۵)
23. پدربزرگ (۱۳۶۴)
24. توهم (۱۳۶۴)
25. گره (۱۳۶۴)
26. شب مکافات (۱۳۶۳)
27. مردی که زیاد می‌دانست (۱۳۶۳)

### نمایش خانگی
| سال  | نام سریال | کارگردان      |
| ---- | --------- | ------------- |
| ۱۴۰۱ | جناب عالی | عادل تبریزی   |
| ۱۴۰۰ | نیسان آبی | منوچهر هادی   |
| ۱۴۰۱ | جوکر      | احسان علیخانی |

### تلویزیون
| سال       | نام                                     | سمت                    | کارگردان                           | توضیحات |
| --------- | --------------------------------------- | ---------------------- | ---------------------------------- | --- |
| ۱۴۰۳      | ذهن زیبا                                | بازیگر                 | سیدمحمدرضا خرمندان                 | شبکه ۱ |
| ۱۴۰۱      | تازه‌وارد                                | بازیگر                 | احمد حیدریان                       | شبکه ۳ |
| ۱۴۰۱      | از سر نوشت ۴                            | بازیگر                 | محمدرضا خردمندان                   | شبکه ۲ |
| ۱۳۹۴      | تله فیلم «موقعیت خطرناک برای یک شهروند» | بازیگر                 | سید محسن میرحسینی                  | شبکه ۲ |
| ۱۳۹۴      | تله‌فیلم «هوای خنک»                      | بازیگر                 | سید محسن میرحسینی                  | شبکه افق |
| ۱۳۹۲      | برنامه زنده «حلقه مهربانی»              | مهمان برنامه           | محمد قنبری                         | برنامه زنده ترکیبی محصول گروه اجتماعی شبکه تهران |
| ۱۳۹۱      | تله‌فیلم «حباب»                          | بازیگر                 | کریم سربخش                         | |
| ۱۳۹۰      | فراموشی                                 | بازیگر                 | سعید سلطانی                        | شبکه تهران نوروز ۹۱ |
| ۱۳۹۰      | همه با هم                               | بازیگر                 | محمدرضا آلادین                     | شبکه ۱ |
| ۱۳۹۰      | شاید برای شما هم اتفاق بیفتد            | بازیگر                 | شهره سلطانی                        | شبکه تهران |
| ۱۳۹۰      | تله‌فیلم «پدرزن»                         | بازیگر                 | حسین بابائیان                      | |
| ۱۳۸۹      | موج و صخره                              | بازیگر                 | مجید صالحی                         | در نوروز ۱۳۹۰ ازشبکه تهران پخش شد. |
| ۱۳۸۹      | تله‌فیلم «عصای پیری»                     | بازیگر                 | رضا غفاری                          | شبکه ۱ |
| ۱۳۸۹      | دانی و من - سری دوم                     | بازیگر                 | علی عبدالعلی زاده                  | شبکه تهران |
| ۱۳۸۸–۱۳۸۹ | دارا و ندار                             | بازیگر                 | مسعود ده‌نمکی                       | در نوروز ۱۳۸۹ از شبکه تهران پخش شد. |
| ۱۳۸۸      | تله‌فیلم «بیداد تاریکی»                  | بازیگر                 | آرمین یکتا                         | |
| ۱۳۸۸      | تله‌فیلم «مژدگانی برای ایلیا»            | بازیگر                 | علی عطشانی                         | |
| ۱۳۸۸      | عملیات ۱۲۵ - سری دوم                    | بازیگر                 | محمدرضا آهنج                       | |
| ۱۳۸۷      | غیرمحرمانه                              | بازیگر                 | مسعود رسام                         | |
| ۱۳۸۶      | پیامک از دیار باقی                      | بازیگر                 | سیروس مقدم                         | نوروز ۱۳۸۷ از شبکه ۱ پخش شد. |
| ۱۳۸۵–۱۳۸۶ | با من قرار بگذار                        | بازیگر                 | عباس مرادیان                       | محصول صدا و سیمای مرکز قم |
| ۱۳۸۴–۱۳۸۵ | مسافری از گرونگول                       | بازیگر                 | مرتضی متولی                        | برنامه کودک و نوجوان شبکه ۲ |
| ۱۳۸۴      | زائرسرای ممتاز                          | بازیگر                 | حمید بهمنی                         | محصول صدا و سیمای مرکز قم |
| ۱۳۸۴      | پایان پادشاهی                           | بازیگر                 | کاظم بلوچی                         | این سریال به صورت «تله تئاتر» و در ۱۳ قسمت از شبکه ۲ پخش شد. |
| ۱۳۸۴      | اکسیژن                                  | بازیگر                 | مهدی مظلومی                        | شبکه تهران |
| ۱۳۸۳      | مسابقه شمارش معکوس                      | هیئت داور              | حمید کوهپایی                       | شبکه ۲ |
| ۱۳۸۳      | شاهد عینی                               | بازیگر                 | مسعود آب‌پرور                       | |
| ۱۳۸۳      | سایه آفتاب                              | بازیگر                 | محمدرضا آهنج                       | |
| ۱۳۸۲      | بانویی دیگر                             | بازیگر                 | سیروس مقدم                         | در نوروز ۱۳۸۳ از شبکه تهران پخش شد. |
| ۱۳۸۲      | رانت‌خوار کوچک                           | بازیگر                 | حسین سهیلی‌زاده                     | |
| ۱۳۸۲      | رؤیای ناتمام                            | بازیگر                 | جواد اردکانی                       | شبکه ۲ |
| ۱۳۸۲      | شهر باران                               | بازیگر                 | سید جواد هاشمی                     | |
| ۱۳۸۲      | باغچه مینو                              | بازیگر مهمان           | رضا صفدری                          | |
| ۱۳۸۲      | دیروز، امروز، فردا                      | بازیگر مهمان           | مسعود شامحمدی                      | شبکه تهران |
| ۱۳۸۱      | دیوانه در شهر                           | بازیگر                 | غلامرضا رمضانی                     | در نوروز ۱۳۸۲ از شبکه ۲ پخش شد. |
| ۱۳۸۱      | بدون شرح                                | بازیگر مهمان           | مهدی مظلومی                        | شبکه ۳ |
| ۱۳۸۱      | سرآغاز یک باغ                           | بازیگر                 | علی پاکریان                        | |
| ۱۳۸۱      | نوعروس                                  | بازیگر                 | بیژن میرباقری                      | شبکه ۲ |
| ۱۳۸۱      | ماجراهای امین و مینا                    | بازیگر                 | کریم سربخش                         | |
| ۱۳۸۱      | پشت کنکوری‌ها                            | بازیگر                 | پریسا بخت‌آور                       | شبکه تهران |
| ۱۳۸۰–۱۳۸۱ | ستاره باران                             | بازیگر                 | نوید محمودی                        | |
| ۱۳۷۸–۱۳۸۱ | روشنتر از خاموشی                        | بازیگر                 | حسن فتحی                           | |
| ۱۳۷۸–۱۳۸۱ | شب چراغ                                 | بازیگر                 | امیر قویدل جمال شورجه مجید جوانمرد | در دهه فجر ۱۳۸۲ از شبکه ۲ پخش شد. |
| ۱۳۸۰      | رستوران خانوادگی                        | بازیگر مهمان (یک قسمت) | حسین سهیلی‌زاده                     | شبکه تهران |
| ۱۳۸۰      | یادداشت‌های کودکی                        | بازیگر                 | پریسا بخت‌آور                       | |
| ۱۳۷۹–۱۳۸۰ | چای قند پهلو                            | بازیگر                 | ناصر هاشمی                         | شبکه ۲ |
| ۱۳۷۹      | خواب دیدم کودکی ام را                   | بازیگر                 | مرتضی شاملی                        | |
| ۱۳۷۹      | این یک دادگاه نیست                      | بازیگر                 | اصغر توسلی                         | شبکه تهران |
| ۱۳۷۹      | آبدارشاه                                | بازیگر                 | رحیم رحیمی‌پور                      | شبکه ۲ |
| ۱۳۷۹      | داستان یک شهر - سری دوم                 | بازیگر مهمان           | اصغر فرهادی                        | |
| ۱۳۷۸      | ویروس ۲۰۰۰                              | بازیگر                 | فریال بهزاد                        | در نوروز ۱۳۷۹ از شبکه ۲ پخش شد. |
| ۱۳۷۸–۱۳۷۵ | آژانس دوستی                             | بازیگر مهمان           | گروه کارگردانان                    | |
| ؟         | توی خونه                                | بازیگر                 | ارژنگ امیرفضلی                     | اواخر دهه هفتاد پخش می‌شد. |
| ۱۳۷۸–۱۳۷۷ | مرگ در سکوت                             | بازیگر                 | شهریار پارسی‌پور                    | شبکه ۲ |
| ۱۳۷۷      | لاله‌های سرخ                             | بازیگر                 | صفر اجلی                           | |
| ۱۳۷۷      | روزگار جوانی                            | بازیگر مهمان           | اصغر توسلی شاپور قریب              | شبکه تهران |
| ۱۳۷۷      | قصه اسباب بازی‌ها                        | بازیگر                 | جمشید کلانتری                      | |
| ۱۳۷۷–۱۳۷۶ | فردا دیر است                            | بازیگر مهمان           | حسن فتحی                           | شبکه ۳ |
| ۱۳۷۶      | سبز زخمی                                | بازیگر                 | بهرام کاظمی                        | |
| ۱۳۷۶–۱۳۷۵ | سیاه، سفید، خاکستری                     | بازیگر                 | سیامک شایقی                        | شبکه ۲ |
| ۱۳۷۴–۱۳۷۶ | پهلوانان نمی‌میرند                       | بازیگر                 | حسن فتحی                           | |
| ۱۳۷۵      | برگ سبز                                 | بازیگر                 | علی شوقیان                         | شبکه ۱ |
| ۱۳۷۵      | ضیافت                                   | بازیگر                 | حسین فرخی                          | شبکه ۱ |
| ۱۳۷۴      | تله‌فیلم «گره شانس»                      | بازیگر                 | رحیم محمدی                         | به سفارش اداره کار و امور اجتماعی استان زنجان |
| ۱۳۷۴      | لحظه‌های آشنا                            | بازیگر                 | سیدمجتبی یاسینی                    | در ماه رمضان از برنامه کودک پخش می‌شد. |
| ۱۳۷۵–۱۳۷۴ | وکلای جوان                              | بازیگر مهمان           | بهرام کاظمی                        | شبکه ۲ |
| ۱۳۷۴–۱۳۷۵ | سوخته‌دلان                               | بازیگر                 | بهروز طاهری                        | شبکه ۲ |
| ۱۳۷۴      | کت و شلوار خواستگاری                    | بازیگر                 | سعید سلطانی                        | پخش در نوروز ۱۳۷۵ - شبکه ۱ |
| ۱۳۷۴      | علی‌آقا ۱۲۱                              | بازیگر مهمان           | محمد صالح علا                      | شبکه ۲ |
| ۱۳۷۴      | در آخرین لحظه                           | بازیگر                 | جواد انصافی                        | |
| ۱۳۷۴      | نابغه‌های قرن بیستم                      | بازیگر                 | حسین محب‌اهری                       | |
| ۱۳۷۴      | داستان یک شهر                           | بازیگر                 | خسرو معصومی                        | این مجموعه در ابتدا «خانه‌های شاد» نام داشت و از شبکه ۱ پخش می‌شد و نباید آن را با سریالی دیگر به همین نام به کارگردانی اصغر فرهادی (شبکه تهران - ۱۳۷۸) اشتباه کرد. |
| ۱۳۷۴      | پشت پرده تخت طاووس                      | بازیگر                 | محمد رحمانیان                      | این مجموعه نمایشی که هر قسمت از آن، داستانِ مستقلی داشت، غیرقابل پخش تشخیص داده شد.                                                                                |
| ۱۳۷۴–۱۳۷۱ | سیمرغ                                   | بازیگر                 | حسین قاسمی‌جامی                     | شبکه ۱ |
| ۱۳۷۳      | هدف گم‌شده                               | بازیگر                 | یوسف سیدمهدوی                      | شبکه ۱ |
| ۱۳۷۲      | حرکت                                    | بازیگر                 | علیرضا فیض مهدویان                 | قطعات نمایشی دربارهٔ آموزش مسائل «راهنمایی و رانندگی» |
| ۱۳۷۱      | دردسر                                   | بازیگر                 | مجید ماهیچی                        | شبکه ۲ |
| ۱۳۷۱      | مزد ترس                                 | بازیگر                 | حمید تمجیدی                        | شبکه ۲ |
| ۱۳۷۰      | آهنگ پنهان                              | بازیگر                 | ایرج کریمی                         | شبکه ۲ |
| ۱۳۷۰      | خاطرات یک نسل                           | بازیگر                 | مجتبی حسینی                        | در ۳ قسمت از شبکهٔ ۲ پخش شد. |
| ۱۳۷۰      | تله‌فیلم پاییز عشق                       | بازیگر                 | مجتبی حسینی                        | شبکهٔ ۲ |
| ۱۳۷۰      | فراموشخانه (فراماسونری)                 | بازیگر                 | عبدالرضا نواب‌صفوی                  | شبکه ۱ |
| ۱۳۷۰      | مش‌خیرالله صندوقچه اسرار                 | بازیگر                 | داریوش مؤدبیان حسین فردرو          | بازی در اپیزود «شتر و پنبه دانه» |
| ۱۳۷۰      | این خانه دور است                        | بازیگر                 | بیژن بیرنگ مسعود رسام              | شبکه ۲ - این سریال در آغاز، «بهشت کوچک» نام داشت. |
| ۱۳۷۰      | برگ‌ریزان                                | کارگردان               | محسن شاه‌محمدی                      | شبکه ۱ |
| ۱۳۶۷–۱۳۶۸ | پدر                                     | بازیگر                 | هوشنگ توکلی                        | |
| ۱۳۶۹      | عطر گل یاس                              | بازیگر                 | بهمن زرین‌پور                       | از شبکه ۱ پخش شد. |
| ۱۳۶۷      | گالش‌های مادربزرگ                        | بازیگر                 | بهمن زرین‌پور                       | در نوروز ۱۳۶۸ پخش شد. |
| ۱۳۶۵      | مجموعهٔ عروسکی «بهار، بهار»              | بازیگر مهمان           | محمد مطیع کامبیز صمیمی‌مفخم         | در نوروز ۱۳۶۶ پخش شد. |
| ۱۳۶۵      | ماجراهای آقای خیرخواه                   | بازیگر                 | امیر سمواتی                        | |
| ۱۳۶۲      | مخمصه                                   | بازیگر                 | فرهاد مجدآبادی                     | در نوروز ۱۳۶۳ از شبکه ۱ پخش شد. |

### تئاتر
- امشب فقط برای تو، کارگردان: وحید اخوان، تهران، خانه موزه استاد عزت‌الله انتظامی (قیطریه)، (خری